# Anaea gudrum
Anaea gudrum är en fjärilsart som beskrevs av Friedrich Wilhelm Niepelt 1924. Anaea gudrum ingår i släktet Anaea och familjen praktfjärilar. Inga underarter finns listade i Catalogue of Life.